# Jarron Collins
Jarron Thomas Collins (Northridge, 2 dicembre 1978) è un ex cestista e allenatore di pallacanestro statunitense, professionista nella NBA.
È il fratello gemello di Jason Collins.

## Carriera
È stato selezionato dagli Utah Jazz al secondo giro del Draft NBA 2001 (53ª scelta assoluta).

## Palmarès
- McDonald's All-American Game (1997)